# 中心線 (幾何学)
幾何学において, 中心線（英: Central lines）とは三角形に対して一意に決まる直線の総称である。中心線はほとんどの場合、三線座標によってあらわすことができる。中心線は三角形の中心とも密接にかかわっている。中心線の概要は1994年のクラーク・キンバーリングの論文でまとめられた。

## 定義
△ABC に対する三線座標x : y : zを用いて、平面上の直線は以下の様に書ける。
{\displaystyle f(a,b,c)\,x+g(a,b,c)\,y+h(a,b,c)\,z=0}
ここで三線座標
{\displaystyle f(a,b,c):g(a,b,c):h(a,b,c)}
は三角形の中心である。

## 三線極線
三角形の中心と中心線の幾何的な結び付けの一つに三線極線（trilinear polars）と等角共役がある。
三線座標で{\displaystyle X=u(a,b,c):v(a,b,c):w(a,b,c)} とし
{\displaystyle {\frac {x}{u(a,b,c)}}+{\frac {y}{v(a,b,c)}}+{\frac {z}{w(a,b,c)}}=0}
の表す直線はXの三線極線と呼ばれる。
{\displaystyle Y={\frac {1}{u(a,b,c)}}:{\frac {1}{v(a,b,c)}}:{\frac {1}{w(a,b,c)}}}
の表す点はXの等角共役点と呼ばれる。
したがって、次の式で与えられる中心線は点{\displaystyle f(a,b,c):g(a,b,c):h(a,b,c)}の等角共役点の三線極線である。
{\displaystyle f(a,b,c)\,x+g(a,b,c)\,y+h(a,b,c)\,z=0}

## 中心線の作図
△ABCと点Xについて、中心線は以下の様に定義される。

- YをXの等角共役点とする。AY, BY, CYは直線 AX, BX, CX をA, B, Cの角の二等分線で鏡映した線(等角共役線)である。
- △ABCと点Yに対するチェバ線AY, BY, CYとBC, CA, ABの交点A', B', C'でチェバ三角形△A'B'C' を作る。
- △ABCと△A'B'C' はYを中心とし配景なのでデザルグの定理が成り立つ。
- この配景の軸DEFをYの三線極線、Xの中心線と言う。

## 著名な中心線
クラーク・キンバーリングの「Encyclopedia of Triangle Centers」における点Xnに対する中心線はLnと表記される。

△ABC とその傍心三角形の配景の軸、反垂軸

### 内心の中心線:反垂軸
内心 X1 = 1 : 1 : 1 (またはI )の中心線は、反垂軸（Antiorthic axis）と呼ばれ、以下の式で表される。
{\displaystyle x+y+z=0.}
- △ABCの内心の等角共役点は内心自身である。したがって、△ABCとその内心三角形（incentral triangle、内心のチェバ三角形）の配景の軸は反垂軸である。
- 反垂軸は△ABC と傍心三角形△I1I2I3の配景の軸である[6]。
- △ABCの傍接円の△ABCの辺でない共通接線の成す三角形は外接線三角形（extangents triangle）と呼ばれる。 △ABCと外接線三角形の配景の軸は反垂軸である。

### 重心の中心線:ルモワーヌ軸
△ABCの重心X2（またはG）の三線座標は以下の様に与えられる。
{\displaystyle {\frac {1}{a}}:{\frac {1}{b}}:{\frac {1}{c}}}
重心の中心線は以下の式で表される。
{\displaystyle {\frac {x}{a}}+{\frac {y}{b}}+{\frac {z}{c}}=0.}
この直線はルモワーヌ軸、ルモワーヌ線（Lemoine axis, Lemoine line）と呼ばれる。
- X2の等角共役点である類似重心X6（またはK）の三線座標はa : b : cである。ルモワーヌ軸は類似重心の三線極線である。
- △ABCの頂点の外接円に対する接線の成す三角形を接線三角形△TATBTCという。 △ABC と外接三角形の配景の軸はルモワーヌ軸である。

### 外心の中心線:垂軸

外心X3（またはO）の三線座標は以下の様に与えられる。
{\displaystyle \cos A:\cos B:\cos C}
外心の中心線は以下の式で表される。
{\displaystyle x\cos A+y\cos B+z\cos C=0.}
この直線を垂軸（Orthic axis）という。
- 外心X3の等角共役点は垂心X4（またはH）の三線座標はsec A : sec B : sec Cである。垂心の三線極線は垂軸で、これはオイラー線と垂直に交わる[8]。△ABCと垂足三角形△HAHBHCの配景の軸は垂軸である。

### 垂心の中心線

垂心 X4（またはH）の三線座標は以下の様に与えられる。
{\displaystyle \sec A:\sec B:\sec C}
垂心の中心線は以下の式で表される。
{\displaystyle x\sec A+y\sec B+z\sec C=0.}
- 外心の三線極線は垂心の中心線である。

### 九点円の中心の中心線

九点円の中心X5（またはN）の三線座標は以下の式で与えられる。
{\displaystyle \cos(B-C):\cos(C-A):\cos(A-B).}
X5の中心線は以下の式で表される。
{\displaystyle x\cos(B-C)+y\cos(C-A)+z\cos(A-B)=0.}
- X5の等角共役点はコスニタ点X54である。したがってコスニタ点の三線極線はX5の中心線である[9][10]。

### 類似重心の中心線: 無限遠直線

類似重心 X6（または K）の三線座標は以下の式で与えられる。
{\displaystyle a:b:c}
類似重心の中心線は以下の式で表される。
{\displaystyle ax+by+cz=0.}
- この直線は△ABCの無限遠直線（line at infinity）と呼ばれる。
- 類似重心の等角共役点は重心である。したがって重心の三線極線は△ABCの無限遠線である。 △ABCとその中点三角形の配景の軸は無限遠線である。

## その他の有名な中心線

### オイラー線
△ABCのオイラー線とは重心、外心、垂心、九円点の中心などを通る直線である。オイラー線の三線座標は以下の式で与えられる。
{\displaystyle x\sin 2A\sin(B-C)+y\sin 2B\sin(C-A)+z\sin 2C\sin(A-B)=0.}
これはX647の中心線である。

### ナーゲル線
△ABCのナーゲル線（Nagel line）とは内心、重心、シュピーカー中心、ナーゲル点などを通る直線である。ナーゲル線の三線座標は以下の式で与えられる。
{\displaystyle xa(b-c)+yb(c-a)+zc(a-b)=0.}
これはX649の中心線である。

### ブロカール軸
△ABCのブロカール軸（Brocard axis）とは外心と類似重心、ブロカール円の中心などを通る直線である。ブロカール軸の三線座標は以下の式で与えられる。
{\displaystyle x\sin(B-C)+y\sin(C-A)+z\sin(A-B)=0.}
これはX523の中心線である。